# Pork–cat 症候群
Pork–cat 症候群（ポーク・キャット しょうこうぐん、豚肉猫症候群、英: Pork–cat syndrome）は、豚肉に対するアレルギーで、通常思春期以降にネコに曝露されることによって引き起こされる。1994年に最初に記述されたが、最初にアルファガルアレルギー（α-galアレルギー）の研究中にScott ComminsとThomas Platts-Millsによって米国で文書化された。
この症状の人のほとんどが猫を飼っていて、複数の猫を飼っている人が多い」ことから「Pork–cat 症候群」と呼ばれている。中には、ネコ血清アルブミン（ネコの肝臓で作られるタンパク質）にアレルギー反応を起こし、誰かが豚肉を食べると豚肉に含まれるアルブミンと交差反応を起こし、豚肉を食べると重症化したり、致命的なアレルギー反応を起こす人もいる。

## 概要
Pork-cat syndromeは獣肉アレルギーの一種で、原因抗原は豚の血清アルブミン (Sus s) であり、ネコの血清アルブミン (Fel d 2) が類似しているため、経気道的に感作された後で、交差反応によって豚肉摂取時にアレルギー症状を呈する疾患。遅発性に発症する糖鎖α-Galが原因の獣肉アレルギーとは異なり、一般的に豚肉摂取30 - 45分後に症状が出現するとされる。
ほとんどの報告が豚肉に対する反応であり、一部牛肉の反応も報告されているが、牛乳での報告はない。